# Platiana brevicornis
Platiana brevicornis is een keversoort uit de familie kniptorren (Elateridae). De wetenschappelijke naam van de soort is voor het eerst geldig gepubliceerd in 1992 door Schimmel & Platia.